# Слобода (Молоковский район)
Слобода — деревня в Молоковском районе Тверской области, входит в состав Молоковского сельского поселения.

## География
Деревня расположена в 23 км на север от районного центра посёлка Молоково.

## История
В 1810 году на погосте Василево близ деревни была построена каменная Троицкая церковь с 2 престолами, метрические книги с 1780 года. 
В конце XIX — начале XX века деревня входило в состав Арханской волости Весьегонского уезда Тверской губернии. В 1859 году в деревне было 40 дворов.
С 1929 года деревня являлась центром Слободского сельсовета Молоковского района Бежецкого округа Московской области, с 1935 года — в составе Калининской области, с 1954 года — в составе Горского сельсовета, с 2005 года — в составе Молоковского сельского поселения.

## Население
| 1859 | 2008 | 2010 |
| ---- | ---- | ---- |
| 216  | ↘1   | ↘0   |

## Достопримечательности
В деревне расположена недействующая Церковь Троицы Живоначальной (1810).